# Carl-Johan Rundberg
Carl-Johan Rundberg, född 17 februari 1936 i Uppsala, är en svensk pensionerad officer i Flygvapnet.

## Biografi
Rundberg blev fänrik i Flygvapnet 1958. Han befordrades till löjtnant vid Kalmar flygflottilj 1960, till kapten år 1966, till major vid 1972, överstelöjtnant 1972, överste 1980, överste av 1:a graden 1984, och till generalmajor 1988. 
Efter sin flygutbildning på Krigsflygskolan (F 5), tjänstgjorde Rundberg som flyglärare åren 1959–1961. Åren 1962–1964 var han divisionschef vid Kalmar flygflottilj (F 12). Åren 1965–1968 var han divisionschef för 212. jaktflygdivisionen (Urban Blå) vid Norrbottens flygflottilj (F 21). Vilken var en division som överfördes från F 12 till F 21 den 1 oktober 1961. Åren 1975–1980 tjänstgjorde han vid Flygstaben. Åren 1980–1984 var han ställföreträdande sektorflottiljchef och tillika flottiljchef för Norrbottens flygflottilj (F 21/Se ÖN). Åren 1984–1987 var han sektorflottiljchef för Norrbottens flygflottilj (F 21/Se ÖN). Åren 1987–1988 var han chef för Systemsektionen vid Flygstaben. Åren 1988–1992 var han stabschef vid Övre Norrlands militärområde (Milo ÖN). Rundberg avgick år 1992 med generalmajors grad. 
Efter sin aktiva karriär i Flygvapnet var han åren 1992–1996 generalsekreterare för Svenska Livräddningssällskapet. Åren 1996–1998 var han generalsekreterare för Kungliga svenska aeroklubben.
Rundberg gifte sig 1966 med Karin "Kajsa" Hübinette. Tillsammans fick de tre barn, Johan Erik, Katarina Maria och Carl-Jacob.